# محمدعلی تاجر مازندرانی
محمدعلی تاجرمازندرانی از سیاستمداران ایرانی بود، که در دوره نخست بعنوان نماینده ساری در مجلس شورای ملی حضور داشت.